# لیلیانا ناتسیر
لیلیانا ناتسیر (انگلیسی: Liliyana Natsir؛ زادهٔ ۹ سپتامبر ۱۹۸۵) یک بدمینتون‌باز اهل اندونزی است. وی برندهٔ مدال طلا بازی‌های المپیک تابستانی ۲۰۱۶ است.